# Jakub Kroměšín z Březovic
Jakub Kroměšín z Březovic (1386–1432) byl husitský hejtman.

## Život
Studoval na Karlově univerzitě, kde ho učil Jan Hus. Podepsal stížný list proti upálení mistra Jana Husa. Od začátku zásoboval husity penězi, potravinami a zbraněmi. Roku 1420 spolu s orebity dobyl Mnichovo Hradiště. Následně pomáhal při obraně Prahy. Rok poté spolu s Janem Žižkou dobyl Chrudim. Poté s Žižkou odtáhl k Podlažickému klášteru, tam se proti nim postavili katolíci, které porazili. Poté dobyli Vysoké Mýto. V roce 1427 dobyl Chrást a Rychmburk. V roce 1429 dobyl Lanšperk. V roce 1432 umírá.